# Siderasis
Siderasis là một chi thực vật có hoa trong họ Commelinaceae.